# سيرجي لافروف
سيرغي فيكتوروفيتش لافروف (الروسية: Сергей Викторович Лавров) هو دبلوماسي روسي، يشغل منصب وزير الخارجية منذ عام 2004، ما يجعله أطول من تولّى هذا المنصب في تاريخ روسيا منذ أندريه غروميكو خلال الحقبة السوفيتية.
وُلد لافروف في موسكو في 21 مارس 1950، وتخرّج في معهد موسكو الحكومي للعلاقات الدولية عام 1972. كانت أولى مهامه الدبلوماسية في سريلانكا، ويتقن إلى جانب لغته الأم الروسية كلًّا من السنهالية، والديفيهي، والإنجليزية، والفرنسية. شغل عدة مناصب بين عامي 1981 و1988 في البعثة الدائمة للاتحاد السوفيتي لدى الأمم المتحدة في مدينة نيويورك، ثم أصبح في أواخر الثمانينيات نائب مدير، ولاحقًا مدير إدارة المنظمات الدولية في وزارة الخارجية السوفيتية. وفي عام 1992 عُيّن نائبًا لوزير الخارجية الروسي.
شغل لافروف من عام 1994 حتى 2004 منصب الممثل الدائم لروسيا الاتحادية لدى الأمم المتحدة، وهي فترة تزامنت مع عدد من الأزمات الدولية، من أبرزها حرب كوسوفو والغزو الأمريكي للعراق. عُرف خلال تلك الفترة بأسلوبه الحازم في الدفاع عن مصالح روسيا الخارجية، ويُعد من أبرز الشخصيات تأثيرًا في مجلس الأمن التابع للأمم المتحدة. في مارس 2004، عين وزيرًا للخارجية الروسية.

## سيرته
ولد سيرجي لافروف في 21 مارس/آذار عام 1950 في موسكو لأب من أصول أرمنية من تبليسي وأم روسية من جورجيا وتعمل موظفة في وزارة التجارة الخارجية السوفيتية. أنهى لافروف عام 1972 قسم اللغات الشرقية في معهد موسكو الحكومي للعلاقات الدولية (مغييمو) حيث درس اللغات الإنجليزية والفرنسية والسنهالية (لغة أهالي سريلانكا). وبدأ يترقّى في السلم الدبلوماسي في هذا البلد بالذات بعد تعيينه ملحقا دبلوماسيا في السفارة السوفيتية في سريلانكا
بعد إنجاز مهمته في سريلانكا عاد لافروف عام 1976 إلى موسكو ليعمل في إدارة العلاقات الدولية لدى وزارة الخارجية السوفيتية. ثم تم إيفاده إلى الولايات المتحدة حيث عمل في البعثة الدبلوماسية للاتحاد السوفيتي في هيئة الامم المتحدة وتولى مناصب السكرتير الأول والمستشار وكبير المستشارين.
وفي أعوام 1988 – 1994 ترقّى في السلم الدبلوماسي في أجهزة وزارتي الخارجية السوفيتية والروسية إلى أن تولى منصب نائب وزير الخارجية الروسي آنذاك آندريه كوزيريف ليتحمل مسؤولية التعامل مع المنظمات الدولية ويشرف على إدارة رابطة الدول المستقلة.
وفي عام 1994 قام الرئيس الروسي بوريس يلتسين بتعيين لافروف مندوبا دائما لروسيا الاتحادية في هيئة الأمم المتحدة. وذاع صيته آنذاك، وكان اسمه يذكر بشكل دائم في الصحف الروسية والغربية. وتعرّف لافروف في نيويورك بالعديد من الدبلوماسيين الأجانب، ودرس جيدا القضايا الدولية الرئيسية، علما أن جلسات مجلس الأمن الدولي التي كان يحضرها كانت تبحث الأجندة العالمية الرئيسية، بما فيها الوضع في يوغسلافيا ومنطقة الشرق الأوسط وقبرص وشبه جزيرة كوريا ومشكلة مكافحة الإرهاب بعد وقوع العمليات الإرهابية عام 2001 في الولايات المتحدة وما أسفر عنها من عمليات حربية أمريكية في أفغانستان والعراق.

## حياته المهنية

### دبلوماسي سوفيتي في سريلانكا (1972-1975)
تخرج لافروف في عام 1972. وفقًا للقواعد السائدة آنذاك، كان على خريجي معهد موسكو الحكومي للعلاقات الدولية العمل في وزارة الخارجية لفترة معينة. تعين لافروف مستشارًا في السفارة السوفيتية في سريلانكا، حيث كان بالفعل متخصصًا. في ذلك الوقت، كان بين الاتحاد السوفيتي وسريلانكا تعاون وثيق في مجال السوق والاقتصاد، وبدأ الاتحاد السوفيتي عملية إنتاج المطاط الطبيعي في البلاد.
حافظت السفارة السوفيتية في سريلانكا على علاقاتها مع المالديف. كان يعمل في سفارة سريلانكا 24 دبلوماسيًا فقط. أُسندت إلى لافروف مهمة تحليل الوضع في البلاد بشكل مستمر، ولكنه عمل أيضًا مترجمًا وسكرتيرًا شخصيًا ومساعدًا لرفيق نيشونوف الذي أصبح فيما بعد السكرتير الأول الثاني عشر للحزب الشيوعي لجمهورية أوزبكستان الاشتراكية السوفيتية. بالإضافة إلى ذلك، حصل على رتبة ملحق دبلوماسي.

### قسم العلاقات الاقتصادية الدولية في اتحاد الجمهوريات الاشتراكية السوفيتية والأمم المتحدة
في عام 1976، عاد لافروف إلى موسكو. عمل سكرتيرًا ثالثًا وسكرتيرًا ثانيًا في قسم العلاقات الاقتصادية الدولية في اتحاد الجمهوريات الاشتراكية السوفيتية. هناك، شارك في التحليلات وعمل مكتبه أيضًا مع العديد من المنظمات الدولية، بما في ذلك الأمم المتحدة.
في عام 1981، أُرسل مستشارًا أولًا للبعثة السوفيتية لدى الأمم المتحدة في نيويورك.
في عام 1988، عاد لافروف إلى موسكو وتعيّن نائبًا لرئيس قسم العلاقات الاقتصادية الدولية في اتحاد الجمهوريات الاشتراكية السوفيتية. بين عامي 1990 و1992 عمل مديرًا للمنظمة الدولية في وزارة الخارجية السوفيتية.

### ممثل دائم لروسيا لدى الأمم المتحدة (1994-2004)
عمل لافروف في وزارة الخارجية حتى عام 1994 عندما عاد للعمل في الأمم المتحدة، ولكن، هذه المرة ممثلًا دائمًا لروسيا. في أثناء فترة توليه هذا المنصب، كان رئيس مجلس الأمن التابع للأمم المتحدة في ديسمبر 1995 ويونيو 1997 ويوليو 1998 وأكتوبر 1999 وديسمبر 2000 وأبريل 2002 ويونيو 2003.

### وزير خارجية روسيا (2004 حتى الآن)
في 9 مارس 2004، عيّن الرئيس فلاديمير بوتين لافروف في منصب وزير الخارجية خليفًا لإيجور إيفانوف في هذا المنصب.
تمسك لافروف بمنصبه خلال حكومة فلاديمير بوتين الثانية في أثناء تولي دميتري ميدفيديف الرئاسة في الفترة من عام 2008 حتى عام 2012.
في 21 مايو 2012، أعيد تعيين لافروف وزيرًا للخارجية في الحكومة التي كان يرأسها رئيس الوزراء دميتري ميدفيديف.
يُعتبر لافروف مستمرًا في أسلوب سلفه: فهو دبلوماسي لامع ولكنه موظف مدني وليس سياسيًا. وصفه خبير في السياسة الخارجية الروسية في معهد تشاتام هاوس في لندن بأنه «مفاوض صارم جدير بالثقة ومحنك للغاية»، لكنه أضاف أنه «ليس جزءًا من الحرم الداخلي لبوتين» وأن تقوية السياسة الخارجية الروسية لا علاقة لها به.
كان السياسيون الأمريكيون أكثر انتقادًا في تقييمهم للافروف، إذ اعتبروه رمزًا لسياسات الرئيس بوتين الخارجية العنيفة المتجددة. وجدت وزيرة الخارجية الأمريكية هيلاري كلينتون أن لافروف عاملها معاملة سيئة «كالأحمق» خلال المفاوضات، وقد وصفه العديد من المسؤولين في إدارة أوباما الذين تمت مقابلتهم لإعداد ملف شخصي حول لافروف بأنه «معادٍ للدبلوماسية» ولا يوجد ما يمكن إصلاحه في شخصيته «غير جذابة والهجومية وغير المتساهلة والقاسية وغير المحبوبة والفظة والدنيئة والمزاجية».
في 15 يناير 2020، استقال من عضوية مجلس الوزراء، بعد أن ألقى الرئيس فلاديمير بوتين الخطاب الرئاسي أمام الجمعية الاتحادية الروسية، والذي اقترح فيه عدة تعديلات على الدستور، وفي 21 يناير 2020، حافظ على منصبه في حكومة ميخائيل ميشوستين.

#### الحرب الأهلية في سوريا
في عام 2012، في المراحل المبكرة من الحرب الأهلية السورية، سافر وفد روسي إلى سوريا لتأكيد دعم روسيا لحكومة الرئيس السوري بشار الأسد. حظي لافروف وميخائيل فرادكوف، اللذان كانا ضمن الوفد، باستقبال حافل من قبل الآلاف من مؤيدي الأسد. لوّح المؤيدون بالأعلام الروسية إعرابًا عن شكرهم لاستخدام روسيا حق النقض (الفيتو) ضد قرار الأمم المتحدة الذي يدعو إلى فرض عقوبات صارمة على الحكومة السورية.
في سبتمبر 2013، توصل وزير الخارجية الأمريكي آنذاك جون كيري ولافروف إلى اتفاق خارق من شأنه تدمير جميع الأسلحة الكيميائية المخزنة في سوريا في عهد الأسد تقريبًا. تم التوصل إلى الاتفاق بعد ثلاث جولات صعبة من المحادثات في جنيف بسويسرا. بعد فترة وجيزة، قبلت سوريا هذه الخطة بالكامل، وبحلول يونيو 2014 حُرقت جميع الأسلحة الكيميائية التي قدمتها الحكومة السورية بأمان في شرق البحر الأبيض المتوسط. أعلن المدير العام لمنظمة حظر الأسلحة الكيميائية في الأمم المتحدة أن هذه المعاهدة كانت نقطة تحول رئيسية.
في أكتوبر 2019، أدان لافروف قرار دونالد ترامب بإرسال قوات أمريكية لحراسة حقول النفط السورية وربما استغلالها، قائلًا إن أي «استغلال للموارد الطبيعية لدولة ذات سيادة دون موافقتها هو أمر غير قانوني».

#### النزاع الروسي الأوكراني 2014
بعد استفتاء القرم في مارس 2014، اقترح لافروف أن تكون أوكرانيا مستقلة عن أي تكتل، وأن يتم الاعتراف باللغة الروسية رسميًا، وأن يتم تنظيم الدستور على أسس فدرالية. في مقابلة مع قناة روسيا 24 التلفزيونية، قال لافروف إن سياسة التكتل التي تتبع مبدأ المجموع الصفري في أوكرانيا اقتُرحت لأول مرة في عام 2004 من قبل وزير خارجية بلجيكا آنذاك، كاريل د جوتشت.
عندما صوت قادة مجموعة الثمانية على تعليق عضوية روسيا رسميًا في 24 مارس، صرح لافروف أن مجموعة الثمانية منظمة غير رسمية وأن العضوية اختيارية بالنسبة لروسيا.
في مقابلة أجريت معه في 30 مارس، تحدث عن اتفاق 21 فبراير الذي وقعه فيكتور يانوكوفيتش وفيتالي كليتشكو وأرسيني ياتسينيوك واوليه تيانيبوك بالإضافة إلى وزراء خارجية بولندا وفرنسا وألمانيا لتعزيز التغييرات السلمية في السلطة الأوكرانية. شدّد لافروف على الفدرالية باعتبارها حلًا للمأزق الدستوري في أوكرانيا، وأعرب عن أسفه لإلغاء الطابع الرسمي للغة الروسية. أشار إلى عمل الأمانة العامة لمجلس أوروبا في لجنة البندقية لمنع إضفاء الشرعية على استفتاء القرم وطرد روسيا. «فوجئ» لافروف عندما وصف الرئيس الأمريكي باراك أوباما روسيا بأنها «قوة إقليمية». أعرب عن أسفه لإساءة استخدام اتفاقية شنغن لإجبار سكان القرم على زيارة كييف من أجل الحصول على تأشيرة شنغن، ولاحظ أن الاتحاد الأوروبي يقترح نظامًا بدون تأشيرة للمواطنين الأوكرانيين. ذكر لافروف وجوب تقبل الغرب لثورة الكرامة (ثورة الكرامة) في كييف ونتائج استفتاء القرم على حد سواء. كرر الاقتراح الروسي المكون من ثلاثة أجزاء لتقدم أوكرانيا:
- الفدرالية الدستورية
- الاعتراف بالأقليات اللغوية
- أن تكون أوكرانيا دولة غير منحازة

نددت حكومة كييف في 30 مارس بمقترحات لافروف واعتبرتها بمثابة «استسلام كامل لأوكرانيا وتقطيع أوصالها وتدمير الدولة الأوكرانية».
أقرّ لافروف بأن روسيا على اتصال بالمتمردين الانفصاليين الأوكرانيين، لكنه نفى مزاعم الولايات المتحدة والاتحاد الأوروبي بأن موسكو ترعى التمرد واتهم الولايات المتحدة بتأجيج الصراع. «ما يزال زملاؤنا الأمريكيون يفضلون دفع القيادة الأوكرانية نحو مسار المواجهة». أضاف أن فرص تسوية الأزمة الأوكرانية كانت ستكون أكبر لو اعتمدت فقط على روسيا وأوروبا، وقال لافروف إن الانفصاليين يريدون «الدفاع عن ثقافتهم وتقاليدهم والاحتفال بأعيادهم بدلًا من الاحتفال بأعياد رومان شوخيفيتش وستيبان بانديرا».
في يونيو 2016، صرح لافروف أن روسيا لن تهاجم أبدًا أي دولة من دول حلف شمال الأطلسي (الناتو)، قائلًا: «أنا مقتنع بأن جميع السياسيين الجادين والصادقين يعلمون حق العلم أن روسيا لن تهاجم أبدًا أي دولة عضو في حلف الناتو. لا نخطط لأمر من هذا القبيل». قال أيضًا: «تنص عقيدتنا الأمنية بوضوح على أن أحد التهديدات الرئيسية لسلامتنا هو زيادة توسع حلف الناتو نحو الشرق».

## وصلات خارجية
- سيرغي لافروف على موقع IMDb (الإنجليزية)
- سيرغي لافروف على موقع مونزينجر (الألمانية)
- سيرغي لافروف على موقع إن إن دي بي (الإنجليزية)
- سيرغي لافروف على موقع ديسكوغز (الإنجليزية)

- وزارة الشئون الخارجية الروسية